# 静岡県立吉原工業高等学校
静岡県立吉原工業高等学校（しずおかけんりつ よしわらこうぎょうこうとうがっこう）は、静岡県富士市比奈に所在する公立の工業高等学校。

## 設置学科
- 機械工学科(M)
- ロボット工学科(A)
- 電気情報工学科(E)
- 理数化学科(C)

計4科 1科定員40人

## 沿革
- 昭和31年 １月26日 - 静岡県産業審議会の建議に基づき、静岡県東部西部に工業高校各１校の増設案認められる。
- 昭和32年 ４月１日 - 静岡県立吉原工業高等学校として開校、旧私立田子浦高等学校を仮校舎として開校、機械科・工業科学科設置。１学年生徒定員80人（２学級）全校定員480人（12学級）
- 昭和32年 11月６日 - 新校舎建設地（旧吉原市比奈2300番地）に整地作業完了
- 昭和33年 ９月２日 - 本館一部と機械科実習棟の竣工。新旧両校舎で授業実施
- 昭和34年 ２月19日 - 本館残部の竣工により、１・２年生も新校舎に移転
- 昭和35年 ４月１日 - 電気科設置、１学年生徒定員80人（2学期）、全校定員720人（18学級）
- 昭和38年 ４月１日 - 機械科・電気科各１学級増、１学年生徒定員各120人（３学期）、全校定員960人（24学級）
- 昭和38年 ７月15日 - 体育館兼講堂「斉藤記念館（現第２体育館）」竣工
- 昭和40年 12月11日 - 斉藤記念図書館竣工
- 昭和41年 ２月28日 - 工業化学科実習室竣工
- 昭和45年 ２月12日 - 格技場竣工
- 昭和46年 ３月９日 - 鋳造実習工場竣工
- 昭和46年 ４月１日 - 電子科設置（電気科の1学級を電子科に変更）
- 昭和55年 １月８日 - 大昭和製紙より土地93720㎡買収
- 昭和55年 ３月29日 - 国有地5943.47㎡買収
- 昭和55年 ９月10日 - プール竣工
- 昭和55年 10月20日 - 国有地138.35㎡買収
- 昭和55年 12月15日 - 鑿井工事竣工
- 昭和56年 ３月25日 - 工業化学科棟竣工
- 昭和63年 ２月29日 - 新技術実習棟竣工。工業化学科プラント実習棟竣工
- 平成元年 ３月20日 - 図書館改修工事
- 平成２年 ３月31日 - 第２体育館改修工事
- 平成３年 ３月１日 〜 ８月６日 - 平成３年度全国総合体育大会バドミントン会場
- 平成４年 ４月１日 - 工業化学科１学級減、全校定員920人（23学級）
- 平成５年 ４月１日 - 工業化学科をシステム化学科に改編
- 平成６年 ４月１日 - グランドの仮校舎で授業
- 平成６年 ６月 〜 ８月 - 旧校舎解体
- 平成７年 ４月１日 - 数理工学科設置、電気科１学級減、全校生徒840人（21学級）
- 平成８年 ３月21日 - 新校舎竣工
- 平成８年 ３月31日 - 第39回卒業生までの卒業生総数10,881人となる。
- 平成８年 ４月１日 - 機械科1学級減、全校定員800人（20学級）
- 平成10年 ４月１日 - 1学年生徒定員40×6科、全校定員720人（18学級）
- 平成15年 ９月19日 - 図書館・機械科実習棟耐震補強工事完了
- 平成17年 ３月15日 - 第２体育館耐震補強工事
- 平成24年 １月31日 - 鋳造実習室システム化学科棟、プール付属棟耐震補強工事完了
- 平成25年 12月３日 - 自転車置場竣工
- 平成28年４月１日 - 全科一括募集、電気科と電子科の募集を停止し、電気電子科を設置（1学級減）定員200人、全校定員600人
- 令和５年 ４月１日 - 機械化を機械工学科、電子機械科をロボット工学科、電気電子科を電気情報工学科、システム化学科と数理工学科が合併し理数化学科へ(1学級減)定員160人、全校定員560人
- 令和7年　4月1日-全学年4科へ、全校定員480人

## 特徴
- 男子生徒が全体の約80%をしめている。
- 毎年、国立大学進学者も出ている。
- 工業系の設備は充実しており、工業高校としては異例の製紙機械も設置されている。
- 工業高校からの進学を軸にした理数化学科が設置されている。
- ものづくりの学習拠点となるよう生涯学習講座を設けている。